# Hypocaccus consobrinus
Hypocaccus consobrinus är en skalbaggsart som först beskrevs av Henry Clinton Fall 1901.  Hypocaccus consobrinus ingår i släktet Hypocaccus och familjen stumpbaggar. Inga underarter finns listade i Catalogue of Life.